# Katherine Kelly
Katherine Kelly (Barnsley, Yorkshire; 19 de noviembre de 1979) es una actriz inglesa, más conocida por haber interpretado a Becky McDonald en la serie Coronation Street.

## Biografía
Katherine es hija de John Kelly, estudió en el prestigioso Royal Academy of Dramatic Art (RADA) en Londres. 
Katherine salió con el luchador profesional de jaula de combate Derrick "The Saint" Allott.
En el 2005 comenzó a salir con el actor Oliver Williams, sin embargo después de cinco años la relación terminó en el 2009. La pareja regresó más tarde y volvieron a terminar tiempo después.
En agosto del 2013 se casó con Ryan Clark en Las Vegas. A mediados de septiembre del 2013 la pareja anunció que estaban esperando a su primer bebé juntos. El 11 de marzo de 2014 la pareja le dio la bienvenida a su primera hija, Orla Rae Kelly Clark.
En enero del 2017 la pareja anunció que le habían dado la bienvenida a su segunda hija, Rose Clark el 21 de octubre de 2016.

## Carrera
El 5 de febrero de 2006 se unió al elenco de la exitosa serie británica Coronation Street donde interpretó a la problemática Becky Granger-McDonald. Por su interpretación Katherine ha sido nominada a varios premios entre ellos los National Television y los British Soap. El 18 de abril se anunció que Katherine dejaría la serie a principios del 2012. Su última aparición fue el 23 de enero de 2012 después de que su personaje decidiera mudarse a Barbados para iniciar una nueva vida.
En el 2013 se unió al elenco de la serie Mr Selfridge donde interpreta a Lady Mae Loxley, hasta ahora.
En el 2015 se unió al elenco de la segunda temporada de la serie Happy Valley donde interpretó a la detective inspectora de la policía Jodie Shackleton.
En el 2016 se unió al elenco recurrente de la popular serie The Night Manager donde interpretó a Pamela, la secretaria permanente británica, quien poco después se revela que es corrupta.
Ese mismo año en se anunció que Katherine formaría parte del elenco principal de la nueva serie Class donde dará vida a una maestra. La serie es un spin-off de la exitosa serie británica de ciencia ficción Doctor Who.

## Filmografía

### Series de televisión
| Año               | Título                   | Personaje         | Notas                                               |
| ----------------- | ------------------------ | ----------------- | --------------------------------------------------- |
| 2019              | Criminal (UK)            | Natalie Hobbs     | miniserie 3 episodios                               |
| 2017 - presente   | Strike Back: Retribution | Jane Lowry        | 9 episodios                                         |
| 2016              | Class                    | Miss Andrea Quill | 8 episodios                                         |
| 2016              | Him                      | Hannah            | 3 episodios - miniserie                             |
| 2016              | The Night Manager        | Pamela            | 4 episodios - miniserie                             |
| 2016              | Happy Valley             | Jodie Shackleton  | 6 episodios - miniserie                             |
| 2013 - 2014, 2016 | Mr Selfridge             | Lady Mae Loxley   | 30 episodios                                        |
| 2015              | The Secret River         | Mrs. Webb         | 2 episodios - miniserie                             |
| 2013              | The Guilty               | Claire Reid       | 3 episodios - miniserie                             |
| 2013              | The Field of Blood       | Maloney           | 2 episodios                                         |
| 2006 - 2012       | Coronation Street        | Becky McDonald    | 704 episodios                                       |
| 2007              | The Visit                | Julie             | episodio # 1.1                                      |
| 2007              | New Street Law           | Rebecca           | episodio # 2.3                                      |
| 2007              | Life on Mars             | Heather           | episodio # 2.4                                      |
| 2006              | No Angels                | Annie             | episodio # 3.2                                      |
| 2005              | Bodies                   | Sally Campbell    | episodio # 2.7                                      |
| 2004              | The Royal                | Tina Binnington   | episodio "Holding on Tight"                         |
| 2003              | Silent Witness           | Tina Allen        | 2 episodios                                         |
| 2003              | Last of the Summer Wine  | Sharlene          | episodio "Ancient Eastern Wisdom - An Introduction" |

### Películas
| Año  | Título                  | Personaje        | Notas                                                                       |
| ---- | ----------------------- | ---------------- | --------------------------------------------------------------------------- |
| 2013 | The Last Witch          | Alice            | junto a Steve Bell, Gregg Chillin, James Thornton, Maimie McCoy & Anne Reid |
| 2012 | The Best Possible Taste | Lee Middleton    | junto a Oliver Lansley                                                      |
| 2006 | Mischief Night          | Drogadicta Jane  | junto a Kelli Hollis                                                        |
| 2003 | Sons & Lovers           | Emily/Sufragista | junto a Sarah Lancashire                                                    |

### Discografía
| Año  | Canción          |
| ---- | ---------------- |
| 2010 | If It's Too Late |

### Teatro
| Año  | Obra                  | Personaje       | Teatro                      | Notas                                    |
| ---- | --------------------- | --------------- | --------------------------- | ---------------------------------------- |
| 2012 | She Stoops To Conquer | Miss Hardcastle | London's National Theatre   | -                                        |
| -    | The Accrington Pals   | -               | Chichester Festival Theatre | junto a Amy Robbins                      |
| -    | Othello               | -               | Royal Exchange Theatre      | junto a Andy Serkis & Lorraine Ashbourne |

## Premios y nominaciones
| Año  | Categoría                                          | Premio                    | Serie             | Resultado |
| ---- | -------------------------------------------------- | ------------------------- | ----------------- | --------- |
| 2012 | Best Exit                                          | British Soap Award        | Coronation Street | Ganadora  |
| 2012 | Serial Drama Performance                           | National Television Award | Coronation Street | Ganadora  |
| 2011 | Best Actress                                       | Inside Soap Award         | Coronation Street | Nominada  |
| 2011 | Best Soap Actress                                  | TV Quick Award            | Coronation Street | Nominada  |
| 2011 | Best Actress                                       | British Soap Award        | Coronation Street | Nominada  |
| 2011 | Best On-Screen Partnership (junto a Simon Gregson) | British Soap Award        | Coronation Street | Nominados |
| 2010 | Most Popular Serial Drama Performance              | National Television Award | Coronation Street | Nominada  |
| 2009 | Best Actress                                       | British Soap Award        | Coronation Street | Ganadora  |
| 2009 | Best Soap Actress                                  | TV Quick Award            | Coronation Street | Ganadora  |
| 2009 | TV Soap Personality                                | TRIC Award                | Coronation Street | Ganadora  |
| 2009 | Best On-Screen Partnership (junto a Simon Gregson) | British Soap Award        | Coronation Street | Nominados |
| 2008 | Best On-Screen Partnership (junto a David Neilson) | British Soap Award        | Coronation Street | Nominados |
| 2008 | Best Actress                                       | British Soap Award        | Coronation Street | Nominada  |
| 2008 | Best Comedy Performance                            | British Soap Award        | Coronation Street | Nominada  |
| 2008 | Outstanding Serial Drama Performance               | National Television Award | Coronation Street | Nominada  |